# University of Pretoria FC
University of Pretoria Football Club w skrócie University of Pretoria FC – południowoafrykański klub piłkarski grający w południowoafrykańskiej drugiej lidze, mający siedzibę w mieście Pretoria.

## Sukcesy
- National First Division[1]:
  - mistrzostwo (1): 2011/2012

## Stadion
Domowe mecze klub rozgrywa na stadionie o nazwie Tuks Stadium w Pretorii. Stadion może pomieścić 15000 widzów.

## Reprezentanci kraju grający w klubie
Stan na styczeń 2023.
| - Lennox Bacela - Lerato Chabangu - Ryan Chapman - Bennett Chenene - Athenkosi Dlala - Rudi Isaacs - Andile Jali - Robyn Johannes - Grant Kekana - Bongani Khumalo - Kamohelo Mahlatsi - George Mauleka - Buhle Mkhwanazi - Katlego Mohamme - Thabo Moloi - Kgodiso Monama - Thabo Mnyamane - Ramahlwe Mphahlele - Siyanda Msani - Lungisani Ndlela - Clifford Ngobeni - Aubrey Ngoma - Dumisani Ngewnya - Kamogelo Pheeane - Luvuyo Phewa - David Radebe - Thabang Sibanyoni - Mark van Heerden - Bongani Zungu - Phenyo Mongala | - Dipsy Selolwane - Phinda Dlamini - Mzwandile Ndzimandze - Getaneh Kebede - Fikru Teferra - Charly Moussono - Seydouba Soumah - Francis Kahata - Dennis Odhiambo - Atusaye Nyondo - Henrico Botes - Roland Ketjijere - Edward Maova - Willem Mwedihanga - Petrus Shitembi - Deo Bonaventure Munishi - Geofrey Massa - Brian Umony - Collins Mbesuma - Clifford Mulenga - Davies Nkausu - Lawrence Phiri - Washington Arubi - Partson Jaure - David Mkandawire - Obert Moyo - Denver Mukamba - Lionel Mutizwa - Matthew Rusike - Obadiah Tarumbwa |